# Скалиця
Скалиця (словац. Skalica, угор. Szakolca) — місто, громада, адміністративний центр округу Скалиця, Трнавський край, північно-західна Словаччина. Кадастрова площа громади — 60,007 км². Населення — 14 967 осіб (за оцінкою на 31 грудня 2017 року).
Розташоване на кордоні з Чехією.

## Історія
Перша згадка 1217-го року, але поселення існувало з часів неоліту.
У місті традиційно розвинене виноградарство.

## Географія
Місто є найпівнічнішою точкою Трнавського краю.

## Культура

### Пам'ятки
Історичний центр міста завдяки багатьом утримуваним культурним пам'яткам має середньовічний характер.
- ротонда св. Юрія з 12 ст.
- залишки міської фортеці з 1435 р.
- ратуша, у 18 ст. перебудована в стилі бароко
- загорський музей
- міттаковський будинок

### Храми
- парафіяльний римо-католицький костел св. Михаїла з 1372 р., перебудований в 1450—1470 рр.
- костел францисканців з 1484 рр. з монастирем францисканців
- костел Пресвятої Трійці з пол. 16 ст.
- єзуїтський костел з монастирем з 1693—1724 рр.
- костел св. Павла з 1715—1725 рр. з монастирем павлінів
- протестантський костел з 1796—1797 рр.
- костел св. Урбана з 18 ст.

### Культурні заходи
- «Трдлофест» — офіційне відкриття туристичного сезону з презетацією традиційного «скалицького трделніка»- вид місцевих ласощів.
- Фестиваль «Скалицькі дні» — свято з нагоди надання статусу королівського міста в 1372 р. з правом проведення ярмарків.
- «Musica sacra Skalica» — фестиваль камерної музики.
- «Skalica music fest» — фестиваль поп-музики.

### Спорт
- хокейний клуб ХК 36 Скалиця виступає в Словацькій Екстралізі.

## Населення
| Рік:            | 1993   | 2003    | 2013    | 2023    |
| --------------- | ------ | ------- | ------- | ------- |
| Кількість осіб: | 14 806 | 14 980  | 14 714  | 15 461  |
| Різниця:        |        | +1,17 % | -1,77 % | +5,07 % |

| Рік:            | 2022   | 2023    |
| --------------- | ------ | ------- |
| Кількість осіб: | 15 471 | 15 461  |
| Різниця:        |        | -0,06 % |

У 2001 році в місті мешкали 15 005 осіб.
Національний склад населення (за даними останнього перепису населення — 2001 року):
- словаки — 94,84 %
- чехи — 3,61 %
- цигани (роми) — 0,64 %
- угорці — 0,13 %
- українці — 0,05 % (також русини — 0,01 %)
- німці — 0,03 %
- поляки — 0,02 %

Склад населення за приналежністю до релігії станом на 2001 рік:
- римо-католики — 70,15 %,
- протестанти (еванєлики) — 6,67 %,
- греко-католики — 0,17 %,
- православні — 0,17 %,
- не вважають себе віруючими або не належать до жодної вищезгаданої церкви — 22,45 %

### Відомі особи
- Марян Варга — словацький музикант і композитор
- Жигмунд Палффі — словацький хокеїст

Померли
- Йозеф Гваданьї (1725—1801) — угорський письменник, поет та військовик

## Галерея

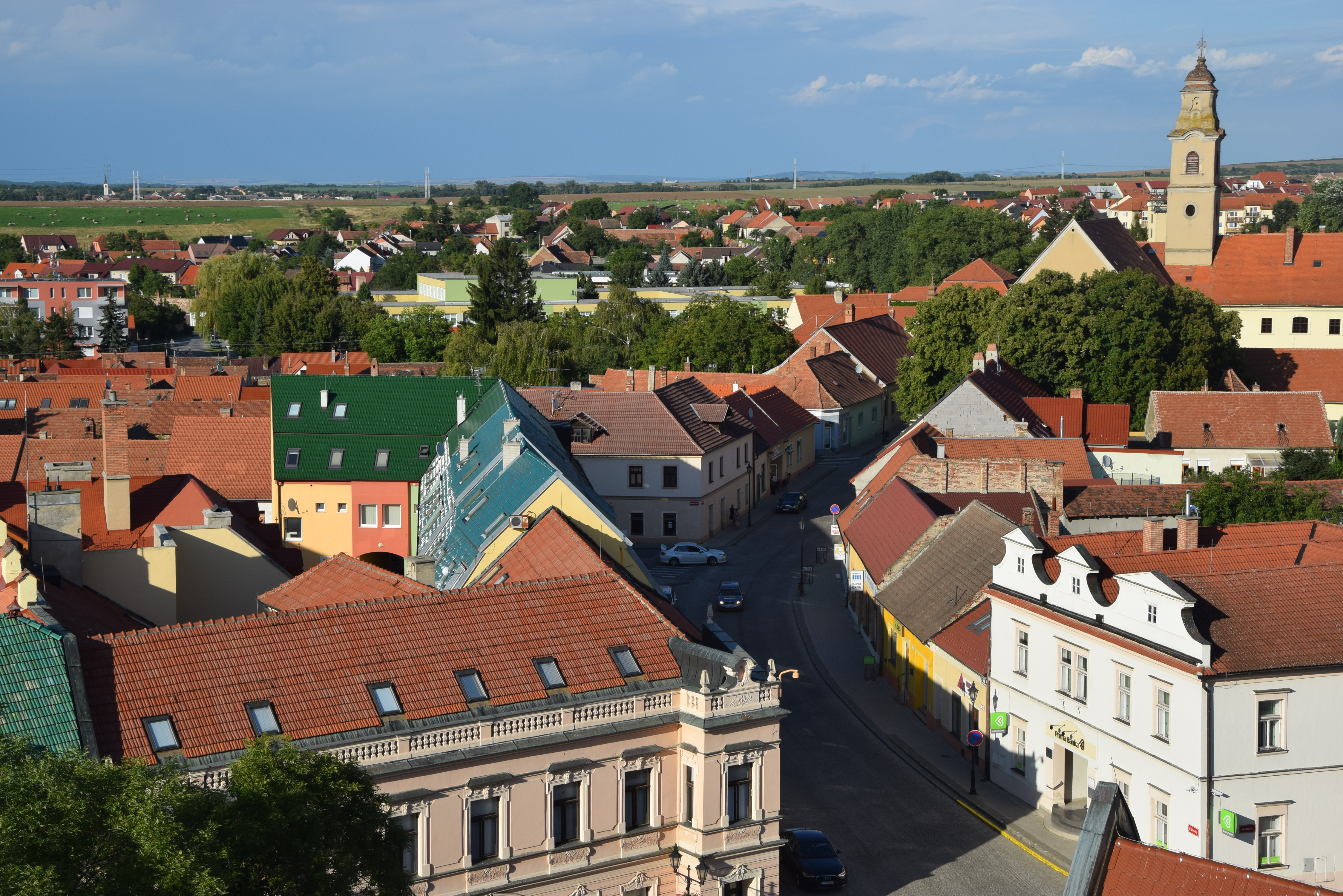
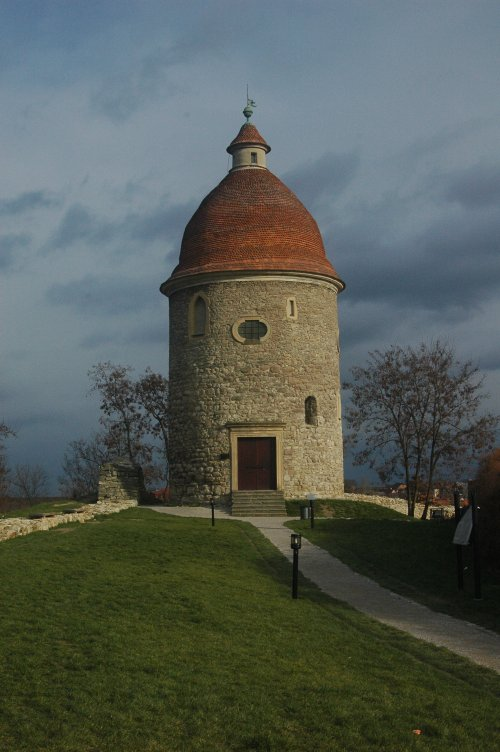
Ротонда св. Юрія
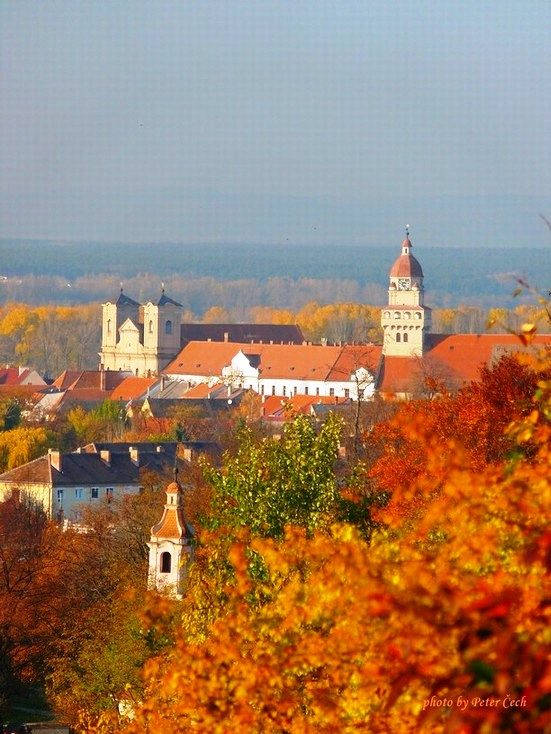
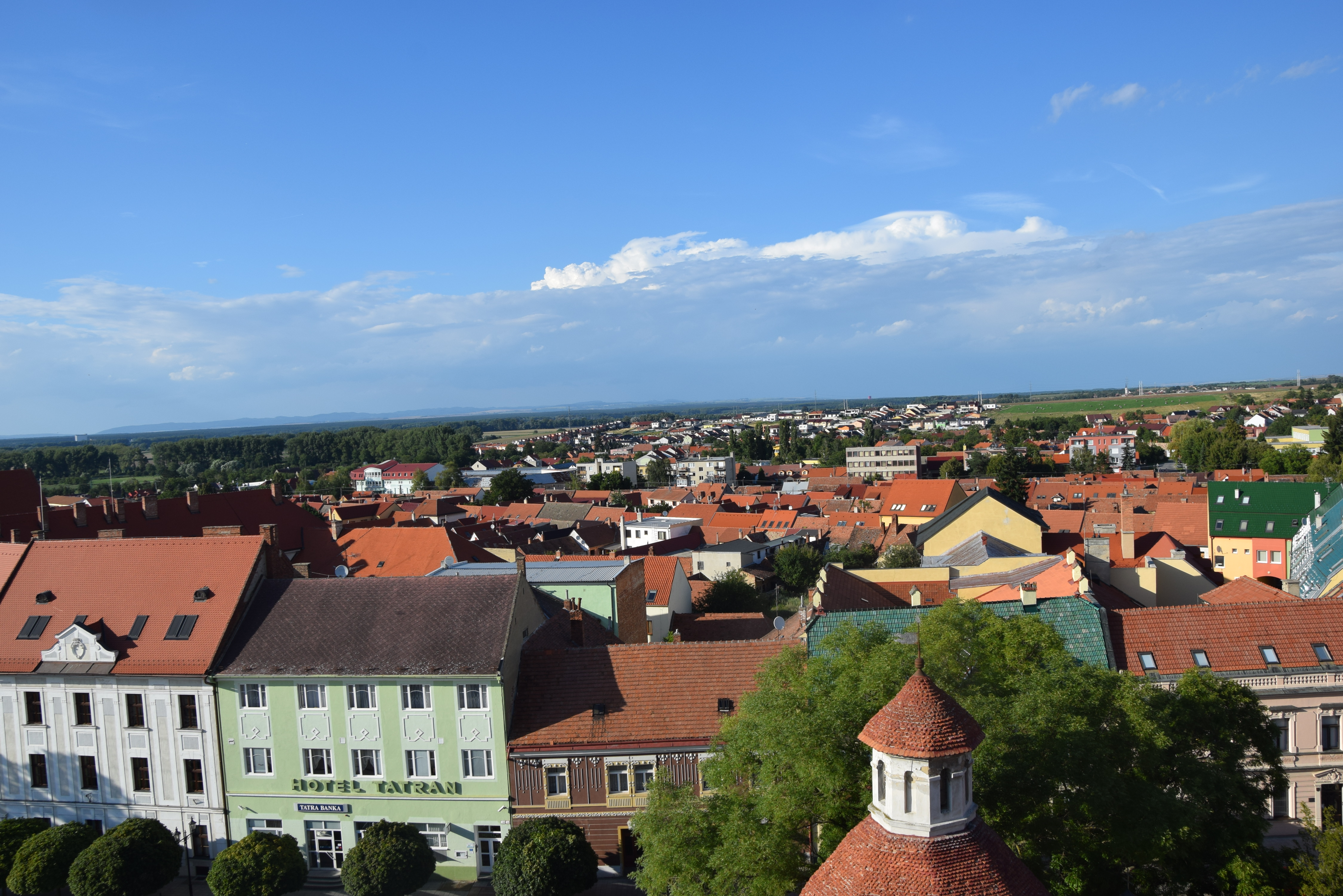
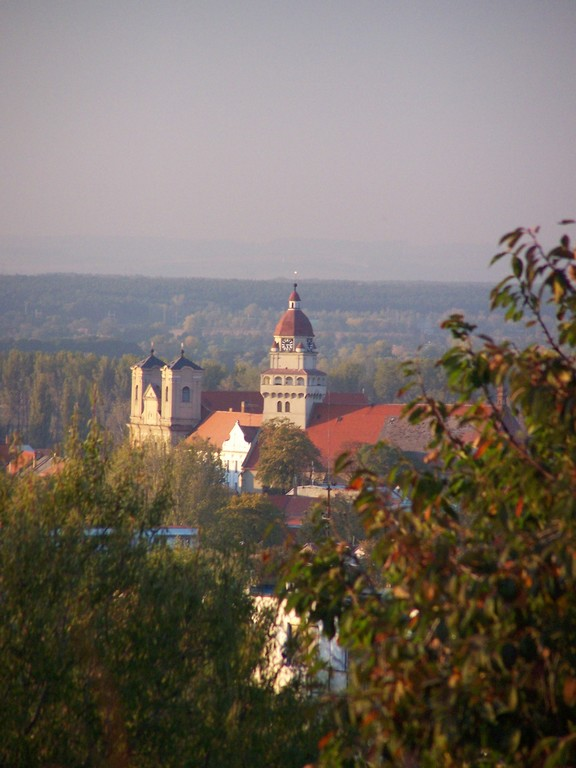
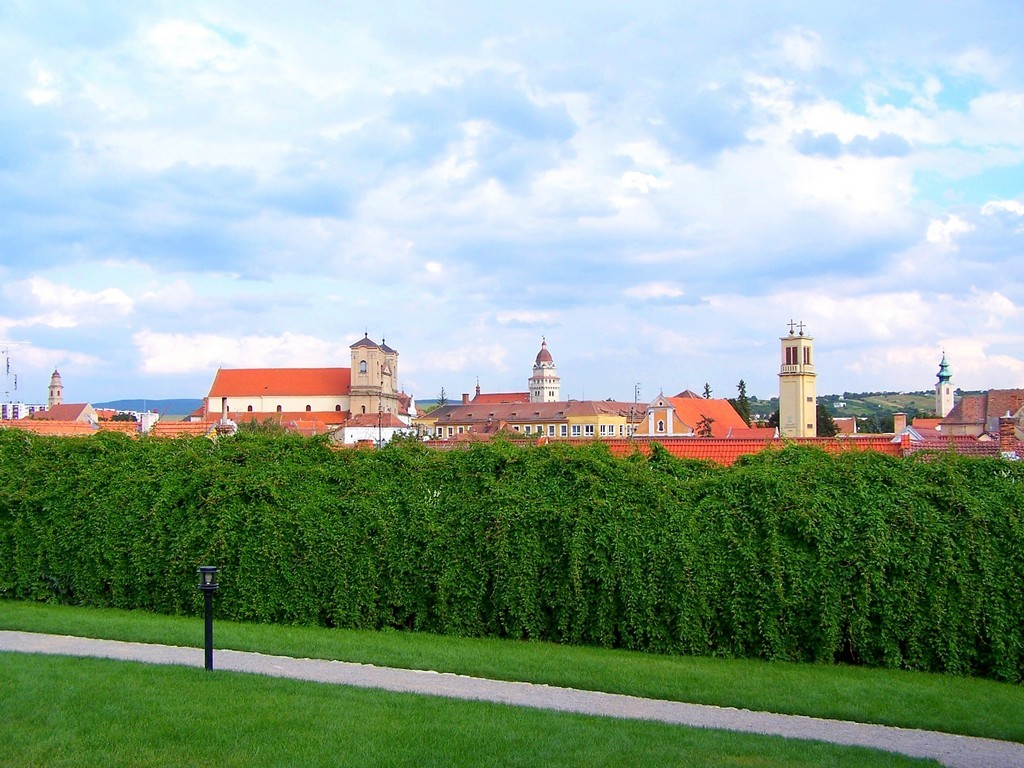
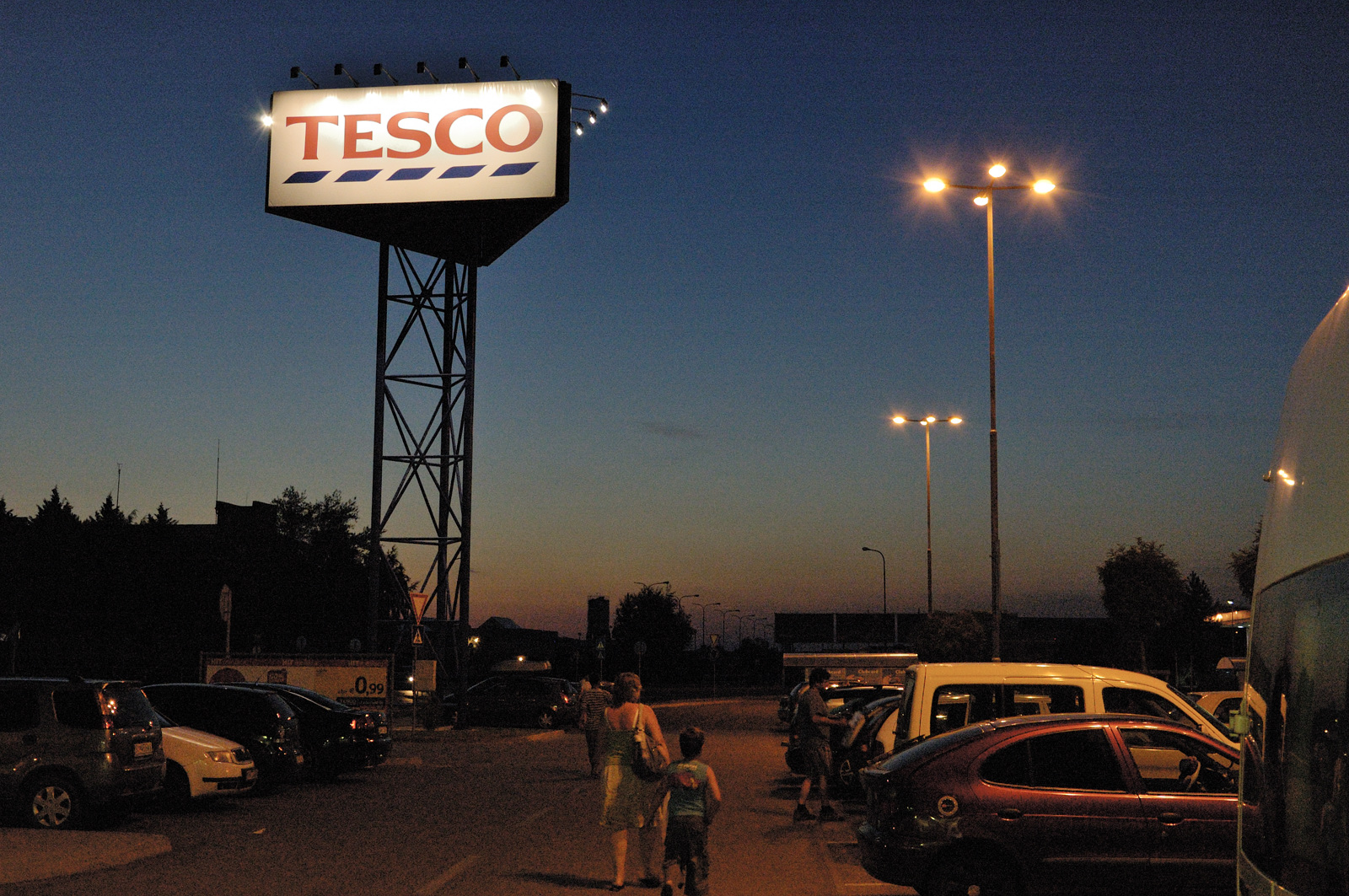
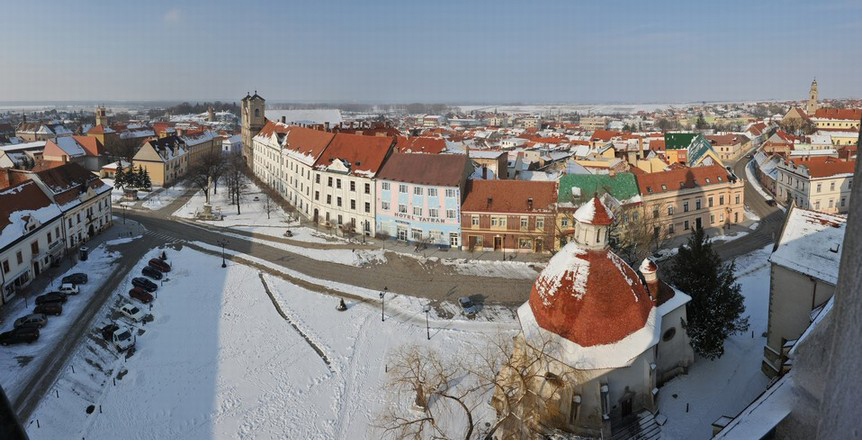